# Terpsiphone batesi
El monarca colilargo de Bates (Terpsiphone batesi) es una especie de ave paseriforme de la familia Monarchidae nativa de África Central. Su nombre conmemora al ornitólogo norteamericano George Latimer Bates.
Por lo general mide unos 18 cm de largo, pero los machos en partes de Camerún y Angola poseen plumas centrales de la cola largas lo que incrementa su largo total a 23-28 cm. Su cabeza y partes inferiores del cuerpo son gris-azuladas mientras que su parte superior es rojizo. Ambos sexos poseen coloraciones similares. Su canto está formado por una serie de notas "tswee".
Habita en el sotobosque. Se lo encuentra en Camerún y el sur oeste de la República Centroafricana además de Guinea ecuatorial, Gabón, la República del Congo y gran parte de la zona sur de la República Democrática del Congo hasta el noroeste de Angola. Existen dos subespecies: T. b. batesi en el norte y T. b. bannermani en el sur.